# Annika Bruhn
Annika Bruhn (Karlsruhe, 5 de octubre de 1992) es una deportista alemana que compite en natación, especialista en el estilo libre.
Ganó una medalla de bronce en el Campeonato Mundial de Natación de 2015 y dos medallas en el Campeonato Europeo de Natación de 2018. Participó en tres Juegos Olímpicos de Verano, entre los años 2012 y 2020, ocupando el sexto lugar en Tokio 2020, en la prueba de 4 × 200 m libre.

## Palmarés internacional
| Campeonato Mundial | Campeonato Mundial    | Campeonato Mundial | Campeonato Mundial      |
| Año                | Lugar                 | Medalla            | Prueba                  |
| ------------------ | --------------------- | ------------------ | ----------------------- |
| 2015               | Kazán (Rusia)         | Medalla de bronce  | 4 × 100 m estilos mixto |
| Campeonato Europeo |                       |                    |                         |
| Año                | Lugar                 | Medalla            | Prueba                  |
| 2018               | Glasgow (Reino Unido) | Medalla de oro     | 4 × 200 m libre mixto   |
| 2018               | Glasgow (Reino Unido) | Medalla de bronce  | 4 × 200 m libre         |